# Hrabstwo Tyler (Wirginia Zachodnia)
Hrabstwo Tyler (ang. Tyler County) – hrabstwo w stanie Wirginia Zachodnia w Stanach Zjednoczonych. Obszar całkowity hrabstwa obejmuje powierzchnię 260,69 mil² (675,18 km²). Według szacunków United States Census Bureau w roku 2010 miało 9208 mieszkańców.
Hrabstwo powstało w 1814 roku. 

## Miasta

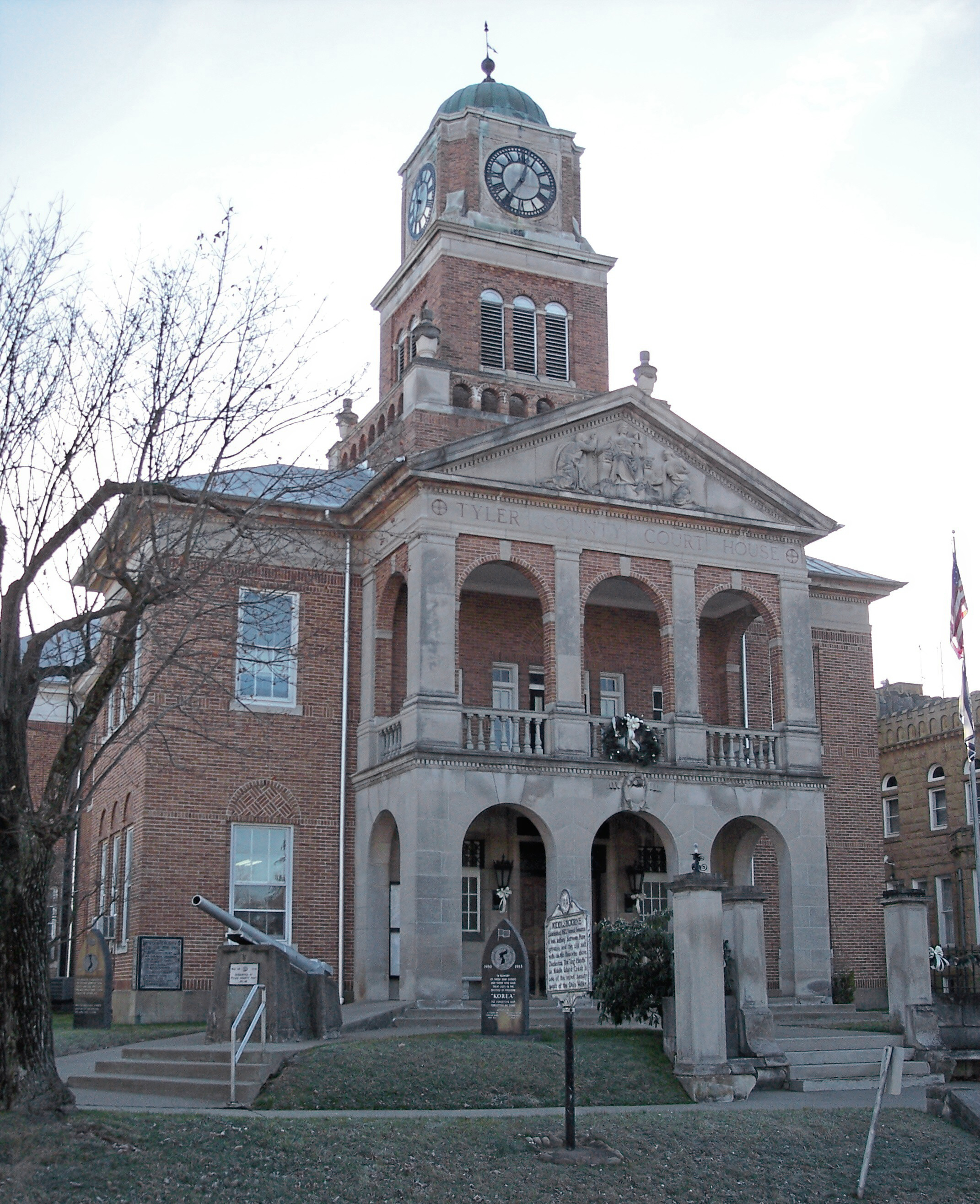
Budynek administracji (courthouse) w Middlebourne

- Friendly
- Middlebourne
- Paden City
- Sistersville[4]

| Populacja hrabstwa w poprzednich latach | Populacja hrabstwa w poprzednich latach |
| Rok                                     | Liczba ludności                         |
| --------------------------------------- | --------------------------------------- |
| 1980                                    | 11 306                                  |
| 1990                                    | 9796                                    |
| 2000                                    | 9592                                    |
| 2010                                    | 9208                                    |